# Chaetonotus murrayi
Chaetonotus murrayi är en djurart som tillhör fylumet bukhårsdjur, och som beskrevs av Adolf Remane 1929. Chaetonotus murrayi ingår i släktet Chaetonotus och familjen Chaetonotidae. Inga underarter finns listade i Catalogue of Life.